# John Osborne
John James Osborne (Londres; 12 de diciembre de 1929-Shropshire; 24 de diciembre de 1994) fue un dramaturgo, guionista, actor y crítico del establishment británico. El abrumador éxito de su obra de 1956 Look Back in Anger (Mirando hacia atrás con ira o Recordando con ira) transformó el teatro inglés. En una vida productiva de más de 40 años, exploró muchos temas y géneros, escribiendo para el teatro, el cine y la televisión. Su vida privada fue extravagante e iconoclasta. Fue famoso por la ornamentada violencia de su lenguaje, que no solo empleaba a favor de las causas políticas que apoyaba sino también contra su propia familia, incluyendo sus esposas e hijos, aunque ellos a menudo dieron lo que recibieron.
Llegó a la escena británica en una época en que la actuación disfrutaba de una edad de oro, a pesar de que la mayor parte de las grandes obras provenían de Estados Unidos y Francia. Las obras británicas permanecieron ciegas a las complejidades del período de posguerra. Osborne fue uno de los primeros escritores en dirigirse al propósito del Reino Unido en la época postimperial. Fue el primero en cuestionarse el sentido de la monarquía sobre un destacado escenario público. En su momento cumbre (1956-1966), consiguió que el desprecio fuese admisible e incluso una emoción estereotipada en el escenario, argumentó en pro de la sabiduría limpiadora del mal comportamiento y del mal gusto, y combinó una incansable veracidad con un ingenio devastador.

## Biografía

### Primeros años
Nació en Londres, en diciembre de 1929, hijo de Thomas Godfrey Osborne, un artista comercial y escritor de publicidad procedente del Sur de Gales, y Nellie Beatrice, una camarera cockney. Osborne adoraba a su padre y odiaba a su madre, de quien más tarde escribió que le enseñó «la fatalidad del odio... Ella es mi enfermedad, una invitación a mi habitación de enfermo», y la describió como «hipócrita, egocéntrica, calculadora e indiferente». Thomas murió en 1941, dejando al joven una póliza de seguros que le sirvió para financiar una educación privada en Belmont College, un colegio privado menor situado en Devon. Entró en la escuela en 1943 pero fue expulsado en el trimestre de verano de 1945 después de golpear al director, quien le había pegado por escuchar una transmisión prohibida de Frank Sinatra. Un certificado escolar fue la única cualificación formal que obtuvo.
Después de la escuela, Osborne marchó a casa de su madre en Londres y brevemente intentó el periodismo comercial. Un trabajo como profesor particular de una compañía de actores jóvenes lo introdujo en el teatro. Pronto se vio involucrado como director de escena y actor, uniéndose a la compañía ambulante de provincias de Anthony Creighton. Osborne intentó escribir obras teatrales, la primera de las cuales fue The Devil Inside Him (El demonio interior), una colaboración con su mentora, Stella Linden, quien luego la dirigió en el Teatro Royal de Huddersfield en 1950. Alrededor de esta época se casó con Pamela Lane. Su segunda obra, Personal Enemy (Enemigo personal) la escribió con Anthony Creighton, con quien también escribió Epitaph for George Dillon (Epitafio para George Dillon), representada en Royal Court en 1958 y en teatros de provincias antes de que él presentara Look Back in Anger (Mirando hacia atrás con ira), un éxito que hizo olvidar toda su obra anterior. Sus dos primeras piezas se creían perdidas, porque el autor quemó los manuscritos, aunque en 2009 se han descubierto dos copias en los archivos de la censura. Estaban en la Biblioteca Británica, en los archivos del lord chamberlain, quien tenía a su cargo la censura teatral en el Reino Unido hasta 1968, con tachaduras en los pasajes de contenido homosexual y blasfemo.
The Devil Inside Him cuenta la historia de Huw Prosser, un poeta galés que, como Osborne, choca con las convenciones del sistema. Personal Enemy es una recreación de la paranoia de la Guerra Fría en EE. UU. en los años 1940 y 50, y se representó con un alto grado de censura en Harrogate (también al norte) en marzo de 1955.

### Look Back in Anger
Escrita en diecisiete días en una silla de playa en el embarcadero de Morecambe mientras actuaba en un espectáculo de repertorio llamado Seagulls over Sorrento (Gaviotas sobre Sorrento), Look Back in Anger (o Mirando hacia atrás con ira) era en gran parte autobiográfica, basándose en el tiempo en que vivía, y discutía, con Pamela Lane en unos alojamientos muy pequeños de Derby mientras ella le engañaba con un dentista local. Fue mostrado a agentes de todo Londres y devuelto con gran rapidez. En su autobiografía, Osborne escribe: «La rapidez con la que era devuelto no resultaba sorprendente, pero su agresivo envío me proporcionaba cierto alivio. Era como si un policía iracundo me agarrara del brazo y me dijera que siguiera adelante». Finalmente fue enviado a la recientemente formada English Stage Company en el Royal Court Theatre de Londres. Formada por el actor, mánager y director artístico George Devine, las primeras tres producciones de la compañía habían sido fracasos y necesitaba urgentemente un éxito si pretendía sobrevivir. Devine estaba preparado para arriesgarse con esta obra porque vio en ella una articulación feroz y de ceño fruncido de un nuevo espíritu de postguerra. Osborne vivía en una casa flotante agujereada en el río Támesis en aquella época con Creighton, guisando ortigas de la orilla del río para comer. Tan deseoso estaba Devine de contactar con Osborne que remó hasta la embarcación para decirle que le gustaría que la obra fuera la cuarta producción que entrase en el repertorio. La obra fue dirigida por Tony Richardson y protagonizada por Kenneth Haigh, Mary Ure, y Alan Bates. Fue George Fearon, un oficial de prensa a tiempo parcial en el teatro, quien inventó el término angry young man («joven iracundo»). Fearon dijo a Osborne que le disgustaba la obra y temía que fuera imposible de comercializar.
En 1993, un año antes de su muerte, Osborne escribió que la noche del estreno fue «una ocasión que sólo recuerdo en parte, pero ciertamente con más precisión que aquellos que posteriormente han dicho que estaban presentes y, si hay que creerlos, habrían llenado el teatro varias veces». Las críticas fueron diversas. La mayor parte de los críticos que acudieron al estreno sintieron que era un fracaso, y parecía que la English Stage Company iba a quebrar. El Evening Standard, por ejemplo, llamó a la obra «un fracaso» y «un lloriqueo autocompasivo». Pero el domingo siguiente, Kenneth Tynan de The Observer —el crítico de teatro más influyente de la época— alabó sin límites la obra: «No podría amar a nadie que no deseara ver Look Back in Anger», escribió, «Es la mejor obra joven de la década». Harold Hobson de The Sunday Times llamó a «un escritor de promesa sobresaliente». Durante la producción, el casado Osborne comenzó una relación con Mary Ure, y se divorciaría de su esposa, Pamela Lane, para casarse con ella en 1957. La obra siguió adelante, constituyendo un enorme éxito comercial, trasladándose al West End y a Broadway, haciendo una gira hasta Moscú y en 1958 se lanzó una versión cinematográfica con Richard Burton y Mary Ure en los papeles principales. La obra convirtió a Osborne de un dramaturgo que lucha por abrirse camino en un joven iracundo famoso y adinerado y le proporcionó el premio de teatro del Evening Standard como la obra más prometedora del año.

### The Entertainery la década de los sesenta
Cuando vio por vez primera Mirando hacia atrás con ira, Laurence Olivier fue desdeñoso, viendo la obra como poco patriótica y teatro malo, «una parodia de Inglaterra». En aquella época, Olivier estaba haciendo una película con la obra de Rattigan El príncipe y la corista, coprotagonizada por Marilyn Monroe, y a ella la acompañó a Londres su entonces marido Arthur Miller. Olivier preguntó al dramaturgo estadounidense qué obras querría ver estando en Londres. Basándose en su título, Miller sugirió la obra de Osborne; Olivier intentó disuadirle, pero el dramaturgo insistió y los dos la vieron juntos.
Miller encontró la obra profética, y fueron detrás del escenario a conocer a Osborne. Olivier quedó impresionado con la reacción del norteamericano, y pidió a John Osborne que le escribiera una obra; John Heilpern sugiere que el cambio radical de gusto del gran actor se debía a una crisis de la mediana edad, con Olivier buscando un nuevo desafío después de décadas de éxito con Shakespeare y otros clásicos, y temeroso de perder su prominencia en esta nueva clase de teatro. George Devine, director artístico del Royal Court, envió a Olivier el texto incompleto de The Entertainer (El animador, 1957; llevada al cine en 1959) y Olivier inicialmente quiso interpretar a Billy Rice, el decente y añoso padre del personaje principal. Al ver el guion terminado, cambió de opinión y prefirió el personaje central como un intérprete de variedades en decadencia Archie Rice, que interpretó con gran éxito tanto en el Royal Court y luego en el West End.
El animador usa la metáfora de la moribunda tradición del music hall para aludir al agónico estado del Imperio británico, algo flagrantemente revelado durante la crisis de Suez de noviembre de 1956 que elípticamente forma el telón de fondo de la obra. Una pieza experimental, El animador estaba entreverado con interpretaciones de vodevil. La mayor parte de los críticos alabaron el desarrollo de un excitante talento de escritor:

Un auténtico profesional es un auténtico hombre, todo lo que necesita en un viejo telón de fondo tras él y puede entretenerlos por sí mismo durante media hora. Es como el común de los mortales, sólo que él es más como ellos que ellos mismos, si entiendes lo que quiero decir.

Las palabras son de Archie Rice, pero como tantos otros fragmentos de la obra de Osborne podrían representar sus propios sentimientos, como en esta cita de Mirando hacia atrás con ira:

Oh, cielos, cuánto ansío un poco de entusiasmo humano común y corriente. Sólo entusiasmo, eso es todo. Quiero oír a una voz cálida y emocionante gritar bien alto «¡Aleluya! ¡Aleluya! ¡Estoy vivo!»

Después de El animador vinieron The World of Paul Slickey (El mundo de Paul Slickey, 1959), un musical que satiriza a los tabloides, una inusual obra documental para la televisión A Subject of Scandal and Concern («Un tema de escándalo y preocupación», 1960) y el doblete de 1962 Plays for England (Obras por Inglaterra), que comprende The Blood of the Bambergs y Under Plain Covers.
Luther (Lutero), el cual describe la vida de Martín Lutero, el arquetípico rebelde de un siglo precedente, fue interpretado por vez primera en 1961; se trasladó a Broadway e hizo que Osborne ganase un premio Tony. Inadmissible Evidence (Evidencia inadmisible) fue interpretada por vez primera en 1964. Entre estas dos obras, Osborne obtuvo un Óscar por su adaptación de 1963 de Tom Jones. A Patriot for Me («Un patriota para mí», 1965) era un cuento de la homosexualidad a comienzos de siglo y fue decisivo para atacar el sistema de censura teatral del siglo XVIII con Lord Chamberlain. Tanto A Patriot For Me como The Hotel in Amsterdam obtuvieron Premios Evening Standard a la mejor obra del año.

### Años setenta y vida posterior
Las obras de John Osborne de la década de los setenta incluyeron A Sense of Detachment, representada por vez primera en el Royal Court en 1972, y Watch It Come Down, producida por vez primera en el National Theatre en Old Vic con Ralph Richardson de protagonista.
En 1971, Osborne llevó a cabo su interpretación más famosa, dando a Cyril Kinnear un sentido de amenaza civil en Get Carter. En 1978 apareció como actor en Tomorrow Never Comes y en 1980 en Flash Gordon.
A lo largo de los ochenta Osborne interpretó el papel de caballero de Shropshire con gran placer y gran dosis de ironía. Escribió un diario para The Spectator. Abrió su jardín para recaudar dinero para el tejado de la iglesia, desde el que amenazaba con retirar el fondo de garantía si el vicario no restauraba el Libro de Oración Común. (Había vuelto a la Iglesia de Inglaterra alrededor de 1974.)
En la última década de su vida, publicó dos volúmenes de autobiografía, A Better Class of Person (1981) y Almost a Gentleman (1991). A Better Class of Person fue rodada por Thames TV en 1985 y fue nominada para el Prix Italia con Eileen Atkins y Alan Howard como sus padres y Gary Capelin y Neil McPherson como Osborne.
También recopiló varios artículos de periódicos y revistas juntos en 1994 con el título de Damn You, England. En su servicio memorial de 1995, el dramaturgo David Hare dijo:

Es, si queréis, la ironía final que el amor que dirigía a John se dedicaba a un país que es, como mínimo, desconfiado hacia aquellos que parecen ser a un tiempo inteligentes y apasionados. Hay en la vida pública inglesa una asunción implícita de que la cabeza y el corazón están de alguna manera enfrentados. Si alguien es listo, lo etiquetan de frío. Si son emocionales, se les tilda de estúpidos. Nada desconcierta más a los ingleses que alguien que muestra un gran sentimiento y una gran inteligencia. Cuando, como era el caso de John, una persona tiene de ambas en abundancia, la respuesta inglesa es recoger la colada y echar el cerrojo a la puerta trasera.

Su última obra fue Déjà Vu (1991), una secuela de Mirando hacia atrás con ira.

### Mujeres
Osborne permaneció iracundo hasta el final de su vida. Muchas mujeres parecen haber encontrado atractiva su ira, pues tuvo su buena ración de amantes, además de sus cinco esposas, y no las trató bien. Hay gran evidencia de que en sus relaciones fue un canalla total. En su propia autobiografía detalla algunos de los descarados subterfugios que inventó para cometer adulterio con Penelope Gilliatt antes de casarse. Se cree que el suicidio de Jill Bennett fue el resultado del rechazo de Osborne hacia ella. Dijo de Bennett: «Era la mujer más malvada con la que me he topado» y mostró un desprecio evidente por su suicidio.
En su biografía de 2006, John Heilpern describe con detalle unas vacaciones en Valbonne, Francia, en 1961, que Osborne compartía con Tony Richardson, un consternado George Devine, y otros. Fingiendo desconcierto sobre los enredos románticos de la época, Heilpern escribe:

Veamos: Osborne está en unas vacaciones asediadas con su ofendida amante mientras tiene un apasionado lío con su futura tercera esposa al tiempo que el director artístico fundador del Royal Court tiene un ataque de nervios y su actual esposa da a luz a un hijo que no es de él.

Las vejaciones de Osborne hacia las mujeres se extendieron a una relación extremadamente cruel con su hija Nolan, nacida de su matrimonio con Penelope Gilliatt. Su vicioso insulto de su hija adolescente culminó con él echándola de casa cuando tenía diecisiete años. Nunca volvieron a hablarse. Sólo su último matrimonio fue comparativamente devoto y privado, pues su esposa era inteligente, pero no tenía ambiciones que compitieran con las de él.
Se casó cinco veces; los primeros cuatro acabaron en divorcio, el último con la muerte del autor:
- 1) Pamela Lane (1951-1957; inspiró a Alison Porter de Mirando hacia atrás con ira)
- 2) Mary Ure (1957-1963)
- 3) Penelope Gilliatt (1963-1968)
- 4) Jill Bennett (1968-1977)
- 5) Helen Dawson (anterior periodista de arte y crítica para The Observer, 1978-1994)

### Muerte
Después de una seria crisis hepática en 1987, Osborne se convirtió en diabético, inyectándose insulina dos veces al día. Murió de complicaciones derivadas de su diabetes a la edad de 65 años en su casa de Clunton, cerca de Craven Arms, Shropshire. Está enterrado en el cementerio de la iglesia de St George en Clun, Shropshire, junto con su última esposa, Helen Dawson, quien falleció en 2004.

## Legado
Osborne fue un gran fan de Max Miller y encontró paralelismos entre ellos. «Le quiero [a Max Miller] porque encarnó una clase de teatro que es la que más admiro. Mary from the Dairy era una obertura al peligro de que [Max] podría ir demasiado lejos. Cuando alguien me dice que una escena o una línea en una obra mía va demasiado lejos en algún sentido entonces sé que mi sentido ha estado funcionando como debe. Cuando semejante gente te dice que un pasaje en particular hace que el público esté incómodo o inquieto, entonces ellos me parecen (a mí) tan cautelosos y absurdos como caseras y chicas que no lo hacen».
La obra de Osborne transformó el teatro británico. Ayudó a hacerle de nuevo artísticamente respetado, echando abajo los límites formales de la anterior generación, y volviendo nuestra atención de nuevo al lenguaje, la retórica teatral y la intensidad emocional. Vio el teatro como un arma con la que la gente corriente podía echar abajo las barreras de clase y que él tenía «un deber de patear a los gilipollas». Quería que sus obras fueran un recordatorio de los auténticos placeres y las penas auténticas. David Hare dijo en su funeral que 

John Osborne dedicó su vida a intentar forjar algún tipo de conexión entre la agudeza de su mente y el extraordinario poder de su corazón.

Osborne cambió el mundo del teatro, influyendo en dramaturgos como Edward Albee y Mike Leigh. Sin embargo, obra de su autenticidad y originalidad sería más la excepción que la regla. Esto no sorprendía a Osborne; nadie entendía el mal gusto del teatro mejor que el hombre que ha interpretado Hamlet en Hayling Island. Fue premiado con un premio a toda una vida por la Writer's Guild del Reino Unido.
Osborne se unió a la campaña por el desarme nuclear en 1959. Sin embargo, como Philip Larkin, fue derivando hacia una derecha desorganizada y libertaria, considerándose a sí mismo como «un radical que odia el cambio».

## Obra

### Obra dramática
- 1950: El demonio interior (The Devil Inside), en colaboración con Stella Linden.
- 1951: The Great Bear, verso blanco, nunca producida.
- 1955: Personal Enemy, con Anthony Creighton.
- 1956: Mirando hacia atrás con ira (Look Back in Anger).
- 1957: El animador (The Entertainer).
- 1958:[15] Epitaph for George Dillon, con Anthony Creighton.
- 1959: The World of Paul Slickey[16]
- 1961: Lutero (Luther)
- 1962: Plays for England
- 1962: A Subject of Scandal and Concern (para televisión en 1960).
- 1964: Inadmissible Evidence
- 1965: Un patriota para mí (A Patriot for Me).
- 1966: A Bond Honoured, adaptación en un acto de La fianza satisfecha, de Lope de Vega.
- 1968: Time Present ; The Hotel in Amsterdam.
- 1971: West of Suez
- 1972: Hedda Gabler, adaptación de Ibsen.
- 1973: A Sense of Detachment ; A Place Calling Itself Rome(adaptación de Coriolano, no producida).
- 1975: The End Of Me Old Cigar; El retrato de Dorian Gray (The Picture Of Dorian Gray) adaptación de Wilde.
- 1976: Watch It Come Down
- 1978: Try A Little Tenderness, no producida.
- 1989: The Father (adaptación de Strindberg).
- 1992: Déjà vu

### Autobiografía
- 1981: A Better Class of Person, volumen I.
- 1991: Almost a Gentleman, volumen II.

## Filmografía

### Como guionista
- 1963: Tom Jones
- 1968: La Carga de la brigada ligera (The Charge of the Light Brigade)[17]
- 1968: Humorist, De (TV)
- 1970: The Right Prospectus (TV)
- 1974: The Gift of Friendship (TV)
- 1974: Ms or Jill and Jack (TV)
- 1976: Almost a Vision (TV)
- 1980: You're Not Watching Me, Mummy (TV)
- 1980: Hedda Gabler (TV)
- 1981: Very Like a Whale
- 1985: A Better Class of Person (TV)
- 1985: God Rot Tunbridge Wells (TV)
- 1995: England, My England

### Como actor
- 1953: Billy Bunter of Greyfriars School (serie de TV): Wingate - Prefect
- 1956: The Makepeace Story (serie de TV): Military Recruit
- 1970: Erste Liebe: Maidanov
- 1971: The Chairman's Wife: Bernard Howe
- 1971: Get Carter : Kinnear
- 1978: Tomorrow Never Comes: Lyne
- 1980: Flash Gordon: Arborian Priest

## Premios y distinciones
Premios Óscar
| Año  | Categoría            | Película  | Resultado |
| ---- | -------------------- | --------- | --------- |
| 1964 | Mejor guion adaptado | Tom Jones | Ganador   |